# 二川一男
二川一男（日语：／ Hutagawa Kazuo，1956年—）是一位日本厚生勞動官僚。

## 來歷
富山縣滑川市出身。1980年 東京大學法學部第1類（私法課程）畢業後，厚生省入省。2006年 厚生勞動省醫政局總務課長。2008年 大臣官房審議官（年金擔當，年金管理改組準備擔當）。2010年 大臣官房總括審議官。2012年 大臣官房長。2014年7月11日 醫政局長。2015年10月1日 厚生勞動事務次官。2017年7月11日 辞官。2020年 京丹後市醫療·健康戰略勸告者。